# Meredosia
Meredosia és una població dels Estats Units a l'estat d'Illinois. Segons el cens del 2000 tenia 1.041 habitants.

## Demografia
Segons el cens del 2000, Meredosia tenia 1.041 habitants, 450 habitatges, i 301 famílies. La densitat de població era de 436,9 habitants/km².
Dels 450 habitatges en un 28,2% hi vivien nens de menys de 18 anys, en un 55,1% hi vivien parelles casades, en un 8,7% dones solteres, i en un 33,1% no eren unitats familiars. En el 30,2% dels habitatges hi vivien persones soles el 16,7% de les quals corresponia a persones de 65 anys o més que vivien soles. El nombre mitjà de persones vivint en cada habitatge era de 2,31 i el nombre mitjà de persones que vivien en cada família era de 2,85.
Per edats la població es repartia de la següent manera: un 24% tenia menys de 18 anys, un 6,4% entre 18 i 24, un 25,2% entre 25 i 44, un 25,2% de 45 a 60 i un 19,2% 65 anys o més.
L'edat mediana era de 41 anys. Per cada 100 dones de 18 o més anys hi havia 95,3 homes.
La renda mediana per habitatge era de 32.961 $ i la renda mediana per família de 40.917 $. Els homes tenien una renda mediana de 31.979 $ mentre que les dones 16.842 $. La renda per capita de la població era de 19.391 $. Aproximadament el 5,8% de les famílies i el 9,2% de la població estaven per davall del llindar de pobresa.

## Poblacions més properes
El següent diagrama mostra les poblacions més properes.